# 1967-es Formula–1 amerikai nagydíj
Az 1967-es Formula–1 világbajnokság tizedik futama az amerikai nagydíj volt.

## Futam
Watkins Glenben Hill indult az első helyről Clark és Gurney előtt.
A rajt után Gurney megelőzte Clarkot a második helyért, de a skót 8. körben visszaelőzte, Gurney a 24. körben felfüggesztésének meghibásodása  miatt kiesett. A harmadik hely ekkor Amoné lett, aki a két Brabham előtt haladt. A vezető Hillnek sebességváltó problémája akadt, a 41. körben Clark megelőzte, a 65.-ben Amon mögé esett vissza. Jack Brabham autója defektet kapott, emiatt az ausztrál visszaesett a mezőnyben. 
Chris Amon és Hill a második helyért harcolt, amikor Amon Ferrarijának motorja a 85. körben elromlott. Két körrel a leintés előtt a vezető Clark felfüggesztése riasztóan elgörbült, de a versenyző képes volt a célba vezetni autóját, 6 másodperccel győzött Hill, Hulme, Siffert és Brabham előtt.
Hulme előnyét 5 pontra növelte a második Brabhammel szemben.

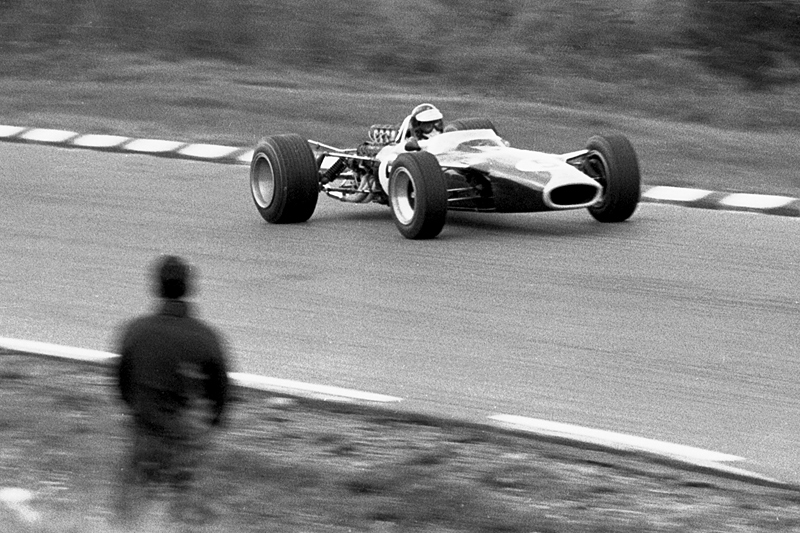
Jim Clark Watkins Glenben

| Helyezés | #  | Versenyző            | Csapat/Motor    | Futott körök | Idő/Kiesés oka | Rajthely | Pontszám |
| -------- | -- | -------------------- | --------------- | ------------ | -------------- | -------- | -------- |
| 1        | 5  | Jim Clark            | Lotus-Ford      | 108          | 2:03:13,2      | 2        | 9        |
| 2        | 6  | Graham Hill          | Lotus-Ford      | 108          | + 6,3          | 1        | 6        |
| 3        | 2  | Denny Hulme          | Brabham-Repco   | 107          | + 1 kör        | 6        | 4        |
| 4        | 15 | Jo Siffert           | Cooper-Maserati | 106          | + 2 kör        | 12       | 3        |
| 5        | 1  | Jack Brabham         | Brabham-Repco   | 104          | + 4 kör        | 5        | 2        |
| 6        | 16 | Jo Bonnier           | Cooper-Maserati | 101          | + 7 kör        | 15       | 1        |
| 7        | 22 | Jean-Pierre Beltoise | Matra-Ford      | 101          | + 7 kör        | 18       |          |
| Kiesett  | 3  | John Surtees         | Honda           | 96           | Generátor      | 11       |          |
| Kiesett  | 9  | Chris Amon           | Ferrari         | 95           | Motorhiba      | 4        |          |
| Kiesett  | 7  | Jackie Stewart       | BRM             | 72           | Befecskendező  | 10       |          |
| Kiesett  | 21 | Jacky Ickx           | Cooper-Maserati | 45           | Kormánykerék   | 16       |          |
| Kiesett  | 19 | Guy Ligier           | Brabham-Repco   | 43           | Motorhiba      | 17       |          |
| Kiesett  | 17 | Chris Irwin          | BRM             | 41           | Motorhiba      | 14       |          |
| Kiesett  | 8  | Mike Spence          | BRM             | 35           | Motorhiba      | 13       |          |
| Kiesett  | 4  | Jochen Rindt         | Cooper-Maserati | 33           | Motorhiba      | 8        |          |
| Kiesett  | 11 | Dan Gurney           | Eagle-Weslake   | 24           | Felfüggesztés  | 3        |          |
| Kiesett  | 14 | Bruce McLaren        | McLaren-BRM     | 16           | Vízszivárgás   | 9        |          |
| Kiesett  | 18 | Moises Solana        | Lotus-Ford      | 7            | Gyújtás        | 7        |          |

### Statisztikák
Vezető helyen:
- Graham Hill: 40 (1-40)
- Jim Clark: 68 (41-108)

Jim Clark 23. győzelme, Graham Hill 11. pole-pozíciója, 10. leggyorsabb köre.
- Lotus 28. győzelme.